# Richard Theodor Böhme
Richard Theodor Böhme (* 30. Dezember 1808 in Johanngeorgenstadt; † 29. Juni 1898 in Dresden) war ein deutscher Lehrer und Schulrektor.

## Leben und Wirken
Böhme stammte aus dem sächsischen Erzgebirge; er war der Sohn des Bergmeisters Johann Michael Böhme aus Johanngeorgenstadt und dessen Ehefrau Christine Friederike geborene Scheidhauer. Der Vater bestellte als dritten Paten die gesamte Bergknappschaft der Bergstadt Johanngeorgenstadt, die durch den Obersteiger, auch Knappschafts- und Kommunvorsteher Johann Christian Hahn bei der Taufe in der Evangelisch-Lutherischen Stadtkirche vertreten war. Auf Wunsch des Vaters sollte aus dem Sohn ein künftiger Bergbeamter werden. Doch aus dem Studenten der Theologie an der Universität Leipzig wurde ein Hauslehrer in einer deutschen Familie in Prag.
1834 kehrte Böhme in seine Vaterstadt zurück, wo er bis 1841 als Kantor und Konrektor an der Lateinschule wirkte. Danach erfolgte seine Ernennung zum Rektor der Lateinschule. Am 13. Oktober 1845 heiratete Böhme in Johanngeorgenstadt die Tochter Therese Henriette des dortigen Oberförsters Rosenbaum.

„Sein vierzigjähriges Wirken im Schuldienst als Bürgerschullehrer und Rektor war reich gesegnet. Schon 1849 wird er von seiner Schulbehörde wie folgt beurteilt ‚Ein ausgezeichneter und dabei zugleich bescheidener auch moralisch guter Lehrer; und Johanngeorgenstadt hat sich Glück zu wünschen Ursache, ihn als Lehrer zu haben; möchte man dies nur auch von allen Seiten anerkennen!‘“

Nachdem am 19. August 1867 fast die gesamte Innenstadt von Johanngeorgenstadt inklusive der Latein- und Bürgerschule abgebrannt war, war Böhme einer der ersten Mitgründer des Hilfskomitees, die in der Presse und durch öffentliche Aushänge um Hilfe für den Wiederaufbau der zerstörten Stadt und deren öffentlichen Gebäude baten.
Als im Jahre 1873 Schuldirektoren angestellt wurden und er sich übergangen fühlte, ging Böhme verdrießlich in Pension und zog aus Johanngeorgenstadt fort. In der sächsischen Residenzstadt Dresden fand er eine neue Heimat, wo er im 90. Lebensjahr 1898 starb.
Viele seiner Schüler verehrten Böhme wegen seines vorbildlichen Charakters und seines großen Wissens. Manche von ihnen nahmen in Abendstunden bei aufgesteckten Wachskerzen Unterricht in Französisch, Latein und Griechisch, auch der nachmalige Innsbrucker Professor Victor Kolb aus dem benachbarten Breitenbach im Böhmen war sein Schüler. In seinem wissenschaftlichen Nachlass, der im Sächsischen Staatsarchiv aufbewahrt wird, befinden sich mehrere pädagogische Schriften über das Schulwesen im Umbruch nach der deutschen Reichsgründung 1871.
Von seinen Söhnen wurde Lothar Böhme Gymnasialprofessor und Hermann Böhme Baumeister, der die Bauten der Dresdener Hettner- und Kaiserstraße ausführte und als Professor an der Technischen Hochschule tätig war.
Sein Grabmal von 1898 befindet sich noch heute auf dem Alten Annenfriedhof in Dresden.

## Ehrungen
- 1872 Sächsische Verdienstmedaille[3]
- 1873 Ritter des Königlich Sächsischen Albrecht-Ordens 2. Klasse[4]